# Fingeren (gestus)
I den vestlige kultur er fingeren (som i at give nogen fingeren) en obskøn gestus udført med hånden, og som oftest betydende "skrub af", "op i røven" (tidligere "skråt op") eller den engelske pendant "fuck off". Den udføres ved at vise bagsiden af en knyttet næve, hvor kun den midterste finger, også kaldet langfinger, er udstrakt pegende opad.
Denne gestus er blevet identificeret som digitus impudicus (frække finger) i kilder fra antikkens Rom, hvor der henvises til brug af fingeren i græsk komedie til at fornærme personer. Den udbredte brug af fingeren i mange kulturer afstammer sandsynligvis af Romerrigets geografiske indflydelse samt den græsk-romerske kultur.
En anden mulig oprindelse af denne gestus kan findes i verden omkring Middelhavet i det 1. århundrede, hvor udførslen af digitus impudicus var én af mange måder at aflede den allesteds nærværende trussel af onde øje-overgreb.